# لامونت (کنتاکی)
لامونت (به انگلیسی: Lamont) یک منطقهٔ مسکونی در ایالات متحده آمریکا است که در شهرستان پری، کنتاکی واقع شده‌است. لامونت  ۲۵۲٫۹۹ متر بالاتر از سطح دریا واقع شده‌است.